# ويليام كروسبي دوسن
ويليام كروسبي دوسن هو محامي وقاضي وسياسي أمريكي، ولد في 4 يناير 1798 في غرينسبورو في الولايات المتحدة، وتوفي بنفس المكان في 5 مايو 1856. نشط حزبياً في حزب اليمين.

## مناصب
- انتخب عضو مجلس الشيوخ الأمريكي [الإنجليزية]‏ عن دائرة مقعد مجلس الشيوخ من الدرجة الثالثة لجورجيا ‏ وقد انضم خلال فترته النيابية [الإنجليزية]‏ (4 مارس 1853 – 4 مارس 1855) للكتلة البرلمانية حزب الأحرار البريطاني.
- انتخب عضو مجلس الشيوخ الأمريكي [الإنجليزية]‏ عن دائرة مقعد مجلس الشيوخ من الدرجة الثالثة لجورجيا ‏ وقد انضم خلال فترته النيابية [الإنجليزية]‏ (4 مارس 1851 – 4 مارس 1853) للكتلة البرلمانية حزب الأحرار البريطاني.
- انتخب عضو مجلس الشيوخ الأمريكي [الإنجليزية]‏ عن دائرة مقعد مجلس الشيوخ من الدرجة الثالثة لجورجيا ‏ وقد انضم خلال فترته النيابية [الإنجليزية]‏ (4 مارس 1849 – 4 مارس 1851) للكتلة البرلمانية حزب الأحرار البريطاني.
- انتخب عضو مجلس نواب جورجيا ‏.
- انتخب عضو مجلس النواب الأمريكي.
- انتخب عضو مجلس الشيوخ الأمريكي [الإنجليزية]‏.